# Specie di Bignonia
Il genere Bignonia comprende oltre 450 diverse specie.

## A
- Bignonia acuminata
- Bignonia acutiflora
- Bignonia acutissima
- Bignonia acutistipula
- Bignonia adenophylla
- Bignonia adhatodifolia
- Bignonia aequinoctialis
- Bignonia aesculifolia
- Bignonia aesculus
- Bignonia affinis
- Bignonia africana
- Bignonia agnus-rastus
- Bignonia alata
- Bignonia alba
- Bignonia albida
- Bignonia albiflora
- Bignonia allamandiflora
- Bignonia alliacea
- Bignonia amara
- Bignonia americana
- Bignonia amoena
- Bignonia anastomosans
- Bignonia andrieuxii
- Bignonia angrensis
- Bignonia angustifolia
- Bignonia antisyphilitica
- Bignonia apurensis
- Bignonia aquatilis
- Bignonia araliacea
- Bignonia argentea
- Bignonia argyrea
- Bignonia argyreo-violascens
- Bignonia arrabidae
- Bignonia arthrerion
- Bignonia articulata
- Bignonia arvensis
- Bignonia atrovirens
- Bignonia aurantiaca
- Bignonia aurea
- Bignonia auriculigera
- Bignonia australis
- Bignonia azedarachta

## B
- Bignonia baclei
- Bignonia balbisiana
- Bignonia banaibanai
- Bignonia barbata
- Bignonia bellas
- Bignonia benensis
- Bignonia bibracteata
- Bignonia bidwilliana
- Bignonia bifaria
- Bignonia bijuga
- Bignonia binata
- Bignonia bipinnata
- Bignonia blanchetii
- Bignonia bojeri
- Bignonia boliviana
- Bignonia botryoides
- Bignonia brachiata
- Bignonia brachycalyx
- Bignonia brachypoda
- Bignonia bracteata
- Bignonia bracteolata
- Bignonia bracteosa
- Bignonia brasiliana
- Bignonia brevipes
- Bignonia buccinatoria

## C
- Bignonia caerulea
- Bignonia californica
- Bignonia callistegioides
- Bignonia calycina
- Bignonia campanulata
- Bignonia candicans
- Bignonia capitata
- Bignonia capreolata
- Bignonia carichanensis
- Bignonia caroba
- Bignonia carolinae
- Bignonia caryophyllea
- Bignonia cassinoides
- Bignonia castaneifolia
- Bignonia castanifolia
- Bignonia catalpa
- Bignonia catharinae
- Bignonia catharinensis
- Bignonia caudata
- Bignonia caudigera
- Bignonia cauliflora
- Bignonia chamberlaynii
- Bignonia chelonoides
- Bignonia cherere
- Bignonia chica
- Bignonia chinensis
- Bignonia chondrogona
- Bignonia chrysantha
- Bignonia chrysoleuca
- Bignonia chrysophylla
- Bignonia cicutaria
- Bignonia ciliata
- Bignonia cinerea
- Bignonia cinnamomea
- Bignonia citrifolia
- Bignonia clematis
- Bignonia coccinea
- Bignonia cognata
- Bignonia coito
- Bignonia colais
- Bignonia colei
- Bignonia colorata
- Bignonia columbiana
- Bignonia comosa
- Bignonia compressa
- Bignonia conjugata
- Bignonia conspicua
- Bignonia convoluta
- Bignonia copaia
- Bignonia corallina
- Bignonia corchoroides
- Bignonia cordata
- Bignonia cordifolia
- Bignonia coriacea
- Bignonia corymbifera
- Bignonia cranalis
- Bignonia craterophora
- Bignonia crenata
- Bignonia crispa
- Bignonia crucifera
- Bignonia cujabana
- Bignonia cuneifolia
- Bignonia cuprea
- Bignonia cupulata
- Bignonia curialis
- Bignonia cuspidata
- Bignonia cymbalum
- Bignonia cymosa

## D
- Bignonia dasyantha
- Bignonia dasyonyx
- Bignonia decipiens
- Bignonia decomposita
- Bignonia densiflora
- Bignonia dentata
- Bignonia dichotoma
- Bignonia difficilis
- Bignonia digitalis
- Bignonia digitata
- Bignonia discolor
- Bignonia diversifolia
- Bignonia dolichoides
- Bignonia dombeyana
- Bignonia doniana
- Bignonia dubia
- Bignonia dura

## E
- Bignonia echinata
- Bignonia ecirrhata
- Bignonia egensis
- Bignonia ehretioides
- Bignonia elegans
- Bignonia elliptica
- Bignonia elongata
- Bignonia erubescens
- Bignonia euphorioides
- Bignonia eximia
- Bignonia exoleta
- Bignonia extensa

## F
- Bignonia fagoides
- Bignonia falcata
- Bignonia fallax
- Bignonia farinosa
- Bignonia fasciculata
- Bignonia ferdinandi
- Bignonia ferruginea
- Bignonia ficifolia
- Bignonia filicifolia
- Bignonia filiformis
- Bignonia fimbriata
- Bignonia flava
- Bignonia flavescens
- Bignonia flavida
- Bignonia floribunda
- Bignonia florida
- Bignonia fluminensis
- Bignonia fluviatilis
- Bignonia fockeana
- Bignonia fraxinea
- Bignonia fraxinifolia
- Bignonia fraxinoides
- Bignonia frutescens
- Bignonia fulva

## G
- Bignonia gaudichaudi
- Bignonia ghorta
- Bignonia giesbreghtii
- Bignonia gigantea
- Bignonia glaberrima
- Bignonia glabrata
- Bignonia glandulosa
- Bignonia glauca
- Bignonia glutinosa
- Bignonia gnaphalantha
- Bignonia gracilis
- Bignonia grandiflora
- Bignonia grandifolia
- Bignonia gratissima
- Bignonia grewioides
- Bignonia guarume
- Bignonia guayaquilensis

## H
- Bignonia haemantha
- Bignonia hebantha
- Bignonia heptaphylla
- Bignonia heterophylla
- Bignonia heteropoda
- Bignonia heterotricha
- Bignonia hexagona
- Bignonia hibiscifolia
- Bignonia hirsuta
- Bignonia hirta
- Bignonia hispida
- Bignonia hortensis
- Bignonia hostmanni
- Bignonia hymenaea

## I
- Bignonia ignea
- Bignonia ilicifolia
- Bignonia imperatoris
- Bignonia imperatoris-maximiliana
- Bignonia imperatoris-maximilianii
- Bignonia impressa
- Bignonia inaequalis
- Bignonia inaequilatera
- Bignonia incarnata
- Bignonia incisa
- Bignonia indica
- Bignonia inflata

## J
- Bignonia jasminifolia
- Bignonia jasminoides

## K
- Bignonia karstenii
- Bignonia kerere

## L
- Bignonia labiata
- Bignonia laciniata
- Bignonia lactiflora
- Bignonia laeta
- Bignonia laevigata
- Bignonia laevigatum
- Bignonia lanata
- Bignonia lanceolata
- Bignonia lanuginosa
- Bignonia laserpitiifolia
- Bignonia latifolia
- Bignonia latisiliqua
- Bignonia laurifolia
- Bignonia laxiflora
- Bignonia lenta
- Bignonia lepidophylla
- Bignonia lepidota
- Bignonia leucantha
- Bignonia leucopogon
- Bignonia leucopogona
- Bignonia leucoxylla
- Bignonia leucoxylon
- Bignonia lexiflora
- Bignonia lindleyi
- Bignonia linearis
- Bignonia litoralis
- Bignonia littoralis
- Bignonia longa
- Bignonia longiflora
- Bignonia longifolia
- Bignonia longisiliqua
- Bignonia longissima
- Bignonia lucida
- Bignonia lugubris
- Bignonia lundii

## M
- Bignonia macrocalyx
- Bignonia macrophylla
- Bignonia macrostachya
- Bignonia magnifica
- Bignonia magnoliifolia
- Bignonia mansoana
- Bignonia maranhamensis
- Bignonia marginata
- Bignonia marmoratum
- Bignonia martini
- Bignonia martiusiana
- Bignonia megapotamica
- Bignonia melioides
- Bignonia meonantha
- Bignonia meridionalis
- Bignonia meyeniana
- Bignonia microcalyx
- Bignonia microphylla
- Bignonia mina
- Bignonia mirabilis
- Bignonia miranda
- Bignonia modesta
- Bignonia mollis
- Bignonia mollissima
- Bignonia moluccana
- Bignonia moringifolia
- Bignonia morongii
- Bignonia multifida
- Bignonia multiflora
- Bignonia multijuga
- Bignonia muricata
- Bignonia myriantha
- Bignonia myrianthus

## N
- Bignonia nematocarpa
- Bignonia nervosa
- Bignonia nigricans
- Bignonia nitida
- Bignonia nitidissima
- Bignonia nitidula
- Bignonia nivea
- Bignonia noctiflora
- Bignonia nodosa
- Bignonia noterophila

## O
- Bignonia obliqua
- Bignonia obovata
- Bignonia obtusifolia
- Bignonia occidentalis
- Bignonia odorata
- Bignonia ophthalmica
- Bignonia orbiculata
- Bignonia ornata
- Bignonia oxyphylla

## P
- Bignonia pachyptera
- Bignonia pajanelia
- Bignonia pallida
- Bignonia pandorae
- Bignonia pandorana
- Bignonia paniculata
- Bignonia pannosa
- Bignonia parkeri
- Bignonia parviflora
- Bignonia patellifera
- Bignonia patrisiana
- Bignonia pearcei
- Bignonia pedunculata
- Bignonia pentandra
- Bignonia pentandria
- Bignonia pentaphylla
- Bignonia perforata
- Bignonia perianthomega
- Bignonia peruviana
- Bignonia petiolaris
- Bignonia phaseoloides
- Bignonia physaloides
- Bignonia picta
- Bignonia pilosa
- Bignonia pilulifera
- Bignonia platydactyla
- Bignonia platyphylla
- Bignonia poeppigii
- Bignonia poincillantha
- Bignonia populifolia
- Bignonia porteriana
- Bignonia pratensis
- Bignonia prieurei
- Bignonia procera
- Bignonia pseudounguis
- Bignonia pterocarpa
- Bignonia pubescens
- Bignonia pulchella
- Bignonia pulchra
- Bignonia punctata
- Bignonia punicea
- Bignonia punicoides
- Bignonia purpurea
- Bignonia pyramidata

## Q
- Bignonia quadrangularis
- Bignonia quadrilocularis
- Bignonia quadripinnata
- Bignonia quadrivalvis
- Bignonia quercus
- Bignonia quinquefolia

## R
- Bignonia racemosa
- Bignonia radiata
- Bignonia radicans
- Bignonia ramiflora
- Bignonia regalis
- Bignonia regnelliana
- Bignonia rego
- Bignonia reticulata
- Bignonia reveili
- Bignonia rhodosantha
- Bignonia rigescens
- Bignonia riparia
- Bignonia rivularis
- Bignonia robusta
- Bignonia rodigasiana
- Bignonia rosea
- Bignonia roseoalba
- Bignonia rotundata
- Bignonia rubescens
- Bignonia rufescens
- Bignonia rufinervis
- Bignonia rugosa
- Bignonia rupestris
- Bignonia rusbyi

## S
- Bignonia sagraeana
- Bignonia salicifolia
- Bignonia salzmanni
- Bignonia sambucifolia
- Bignonia samydoides
- Bignonia sarmentosa
- Bignonia scandens
- Bignonia sceptrum
- Bignonia sego
- Bignonia selloi
- Bignonia sempervirens
- Bignonia serrata
- Bignonia serratifolia
- Bignonia serratula
- Bignonia serrulata
- Bignonia sieberi
- Bignonia simplex
- Bignonia simplicifolia
- Bignonia sinclairii
- Bignonia sonderi
- Bignonia sorbifolia
- Bignonia sordida
- Bignonia spathacea
- Bignonia speciosa
- Bignonia spectabilis
- Bignonia spicata
- Bignonia splendor-sylvae
- Bignonia squalus
- Bignonia squamellulosa
- Bignonia staminea
- Bignonia stans
- Bignonia stipulata
- Bignonia striata
- Bignonia stricta
- Bignonia suaveolens
- Bignonia suberosa
- Bignonia subincana
- Bignonia subvernicosa
- Bignonia surinamensis

## T
- Bignonia tababuya
- Bignonia tagada
- Bignonia tecomiflora
- Bignonia tecomoides
- Bignonia telfairiae
- Bignonia tenuiflora
- Bignonia tenuisiliqua
- Bignonia ternata
- Bignonia tetragona
- Bignonia tetragonocaulos
- Bignonia tetragonoloba
- Bignonia tetraquetra
- Bignonia thyrsoidea
- Bignonia tiliifolia
- Bignonia tinctoria
- Bignonia tomentella
- Bignonia tomentosa
- Bignonia triantha
- Bignonia trichoclada
- Bignonia trifolia
- Bignonia trifoliata
- Bignonia triloba
- Bignonia triphylla
- Bignonia tripinnata
- Bignonia triplinervia
- Bignonia triternata
- Bignonia tropaeolum
- Bignonia tuberculata
- Bignonia tuberculosa
- Bignonia tubulosa
- Bignonia tulipifera
- Bignonia tweediana

## U
- Bignonia uliginosa
- Bignonia umbellulata
- Bignonia umbrosa
- Bignonia uncata
- Bignonia uncinata
- Bignonia undulata
- Bignonia unguiculata
- Bignonia unguis
- Bignonia unguis-cati
- Bignonia unguiscati

## V
- Bignonia vargasiana
- Bignonia variabilis
- Bignonia varians
- Bignonia velutina
- Bignonia venusta
- Bignonia verrucifera
- Bignonia verrucosa
- Bignonia vespertilia
- Bignonia villosa
- Bignonia viminalis
- Bignonia violacea
- Bignonia virginalis
- Bignonia viridiflora
- Bignonia vitalba

## X
- Bignonia xanthina
- Bignonia xylocarpa